# 4134 Шулц
4134 Шулц (енгл. 4134 Schutz) је астероид главног астероидног појаса са средњом удаљеношћу од Сунца која износи 2,301 астрономских јединица (АЈ).
Апсолутна магнитуда астероида је 13,9.